# 卡馬克村 (阿肯色州)
卡馬克村（英語：Cammack Village）是一個位於美國阿肯色州普拉斯基縣的城市。

## 地理
卡馬克村的座標為34°46′48″N 92°20′49″W / 34.78000°N 92.34694°W，而該地的平均海拔高度為152米（即499英尺）。

## 人口
根據2020年美國人口普查的數據，卡馬克村的面積為0.73平方千米，皆為陸地。當地共有人口778人，而人口密度為每平方千米1,065人。